# William Cooper
William White Cooper (1798 – duben 1864) byl americký přírodovědec, koncholog a sběratel.
Cooper studoval v letech 1821 – 1824 zoologii v Evropě, a po svém návratu do USA odcestoval do Nového Skotska, Kentucky a na Bahamy sbírat vzorky. Ačkoli sám o své práci nepublikoval, jeho sbírky vzorků pomohly mnoha lidem v oboru při jejich práci (např. známým ornitologům Johnu Jamesi Audubonovi a Charlesi Lucienu Bonapartovi a zoologovi Thomasi Nuttallovi. Bonaparte dokonce po Cooperovi pojmenoval nově objeveného Jestřába Cooperova, jelikož o něm Cooper prováděl pozorování.
Byl jedním ze zakladatelů „New York Lyceum of Natural History“ (později New York Academy of Sciences), a prvním americkým členem Zoological Society of London.
Jeho synem byl vědec a známý přírodovědec James Graham Cooper (1830-1902).